# Praia Branca
Praia Branca (crioll capverdià Praia Branka) és una vila al nord-oest de l'illa de São Nicolau a l'arxipèlag de Cap Verd. Està situada 2 kilòmetres a l'est de Ribeira Brava. També hi ha una platja que dona nom a l'assentament.
El seu equip de futbol és el Futebol Clube Praia Branca, club de nivell infantil que participa en la lliga regional de São Nicolau.

## Subdivisions
Es divideix en els següents bairros:
- Alto Cantreira
- Areia de Bomba
- Bardeja
- Cruz
- Estreito
- Fundo Curral
- Laja
- Lombo Mimente
- Lombo das Pombas
- Meio Praia Branca